# Wildfire (Deströyer 666)
Wildfire è il quinto album discografico del gruppo musicale australiano Deströyer 666, pubblicato nel 2016 dalla Season of Mist.

## Tracce
Testi di K. K. Warslut e Jaded Lungs (traccia 1).
1. Traitor – 3:40
2. Live and Burn – 4:32
3. Artiglio del Diavolo – 3:01
4. Hounds at Ya Back – 5:14
5. Hymn to Dionysus – 5:49
6. Wildfire – 3:32
7. White Line Fever – 3:30
8. Die You Fucking Pig! – 3:00
9. Tamam Shud – 6:59

## Formazione
- K. K. Warslut - voce e chitarra
- Ro - chitarra
- Felipe - basso e cori
- Perra - batteria